# Hôtel Vauloup
L'hôtel Vauloup est un hôtel particulier bâti entre 1828 et 1856, situé au no 3 de la place Général-Mellinet, dans le quartier Dervallières - Zola de Nantes, en France. L'immeuble a été inscrit au titre des monuments historiques en 1988.

## Historique
L'hôtel particulier est la résidence de l'industriel conserveur Charles Philippe en 1856, puis de Georges Pilon en 1913.
Le bâtiment est inscrit au titre des monuments historiques par arrêté des 24 octobre 1988.

## Architecture

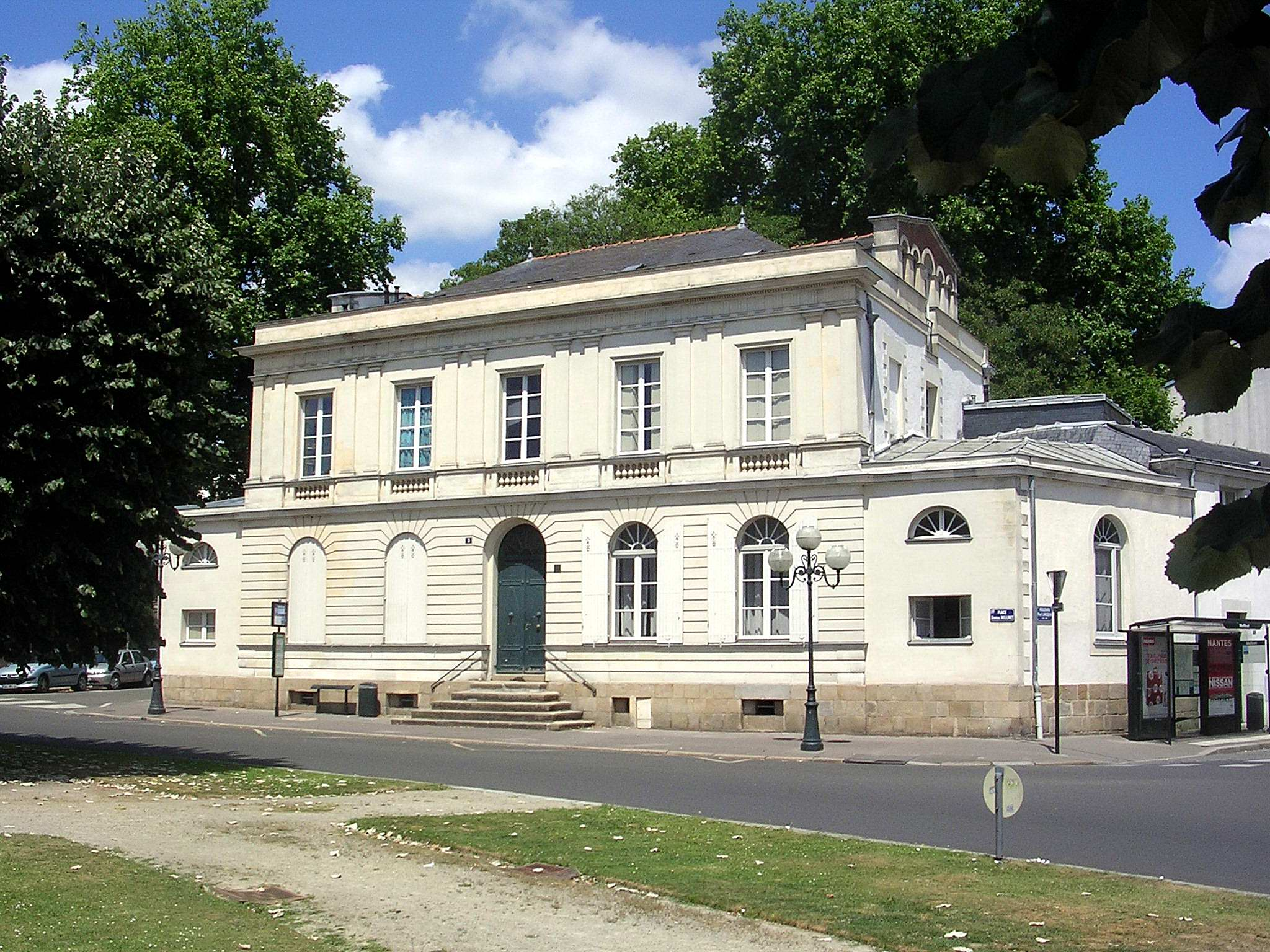